# 알렉스 뉴이스테터
앨릭스 뉴스테터(Alex Neustaedter, 1998년 3월 29일 ~ )는 미국의 배우이다.
캔자스시티에서 태어났다.

## 영화
- 허드 앤 씬 (2021년) - 에디 럭스 역
- 아메리칸 우먼 (2018년)
- 로우 타이드 (2018년)
- 액슬 (2018년) - 마일스 역
- 로스트 인 마운틴 (2017년)
- 쇼벨 버디즈 (2016년)
- 이타카 (2015년)
- 앨바이노 팜 (2009년)